# Selbstständigkeitserklärung
Eine Selbstständigkeitserklärung ist ein unterschriebenes Dokument, mit welchem der Ersteller am Ende einer Facharbeit oder andersartigen wissenschaftlichen Ausarbeitung bestätigt, dass er die Arbeit eigenständig erstellt hat. Des Weiteren bestätigt der Ersteller, dass er sich an die Vorgabe der festgelegten Hilfsmittel gehalten und Zitate klar gekennzeichnet hat. Bei einem Verstoß gegen die Festlegungen kann die Arbeit für ungültig erklärt und der Ersteller für diesen Verstoß verantwortlich gemacht werden.